# 醫療輔助隊少年團

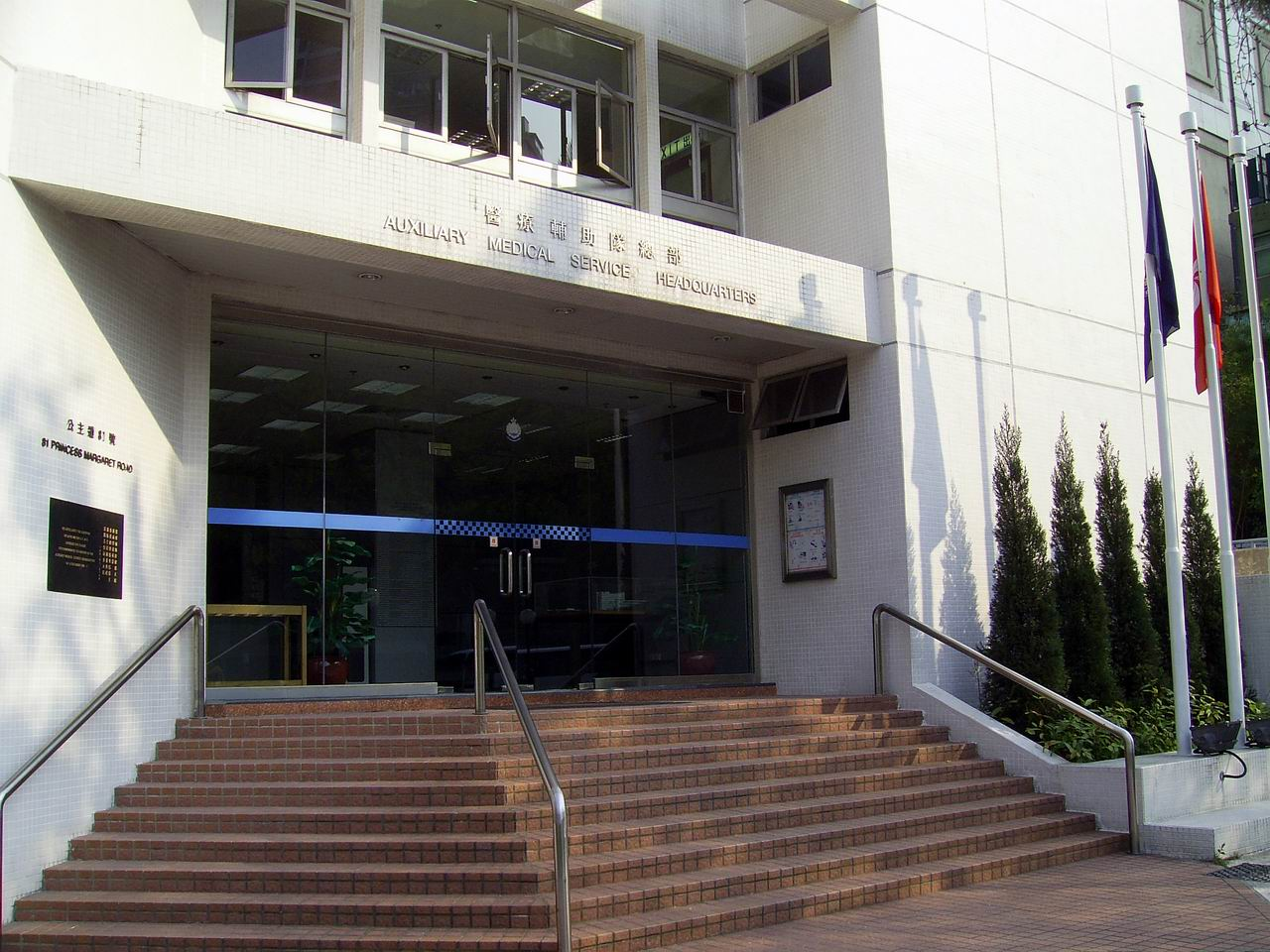
位於何文田的醫療輔助隊總部

醫療輔助隊少年團橫額

醫療輔助隊少年團（英文：Auxiliary Medical Service  Cadet Corps，AMSCC ）是香港特別行政區政府醫療輔助隊架構下的一部分，隊員年齡由12至18歲，是香港青少年制服團體之一。少年團提供獨特的技能訓練，並且教授醫療、衛生及健康專業知識，藉以幫助團員建立良好品格，日後成為社會的棟樑。

## 歷史
根據於1999年修訂的《香港法例》第517章第21條，行政長官可以招募和維持一個稱為醫療輔助隊少年團的少年團，由已經登記加入該團的12歲以上但是未滿18歲的人士所組成。招募和維持少年團的費用須由立法會自政府一般收入中撥出的款項支付。在符合規例的情況下，少年團團員的活動、訓練、服務條件及福利須由醫療輔助隊總監決定。
2011年，醫療輔助隊少年團成立，首屆總共收獲2,200份入團申請，經過兩輪面試的遴選，共有403人成功獲選，當中包括235女、168男。

## 目的
鼓勵青少年積極參與少年團，透過羣體活動和訓練，學習有用的技能，並且培育領導才能，藉以建立自信心，培養責任感、自律性格和服務精神。

## 活動
常規訓練、遠足、旅行、露營、爬山、游泳、划船及風帆等。此外，亦都包括探訪各個政府應變部門，例如政府飛行服務隊及民航處等等。同時亦會定時舉辦各式聯誼活動，例如周年閱操、開放日等，讓家長了解子女的表現和進度。

## 訓練內容
醫療輔助隊會提供獨特的技能訓練，並教授醫療、衞生及健康專業知識，藉以幫助少年團團員建立良好品格，日後成為社會的棟樑。

### 新團員啟導課程(CIT)
（三天，共二十四小時）包括醫療輔助隊訓令、急救技巧、步操、紀律、基本禮儀等。

### 常規訓練(RUT)
（每月指定的星期六下午接受3小時的常規訓練及戶外訓練）包括醫療輔助隊訓令、災難醫療助理技巧、中式步操、紀律、基本禮儀、國家安全教育等。

### 相關的進階訓練課程
- 體適能活動（中式步操訓練）；
- 公共衞生／感染控制；
- 健康教育／健康促進；
- 基本護理；
- 認識心理急救／精神健康；
- 參觀不同醫療機構；
- 國家安全教育及公民教育；
- 禁毒教育；
- 個人發展；及
- 其他：考察活動、遠足、野外定向、營藝、領袖才能訓練及香港青年獎勵計劃等。

## 社會服務
少年團團員須參與多元化的社會服務，包括大型盛事（如在香港馬拉松比賽、年宵花市及長洲太平清醮飄色巡遊等活動值勤）、郊野公園環境保護活動、探訪老人院舍及其他社會服務計劃等。

## 訓練時間
所有通過面試青少年將可以免費接受24小時啟導訓練課程

完成啟導訓練課程後,將會被派遣到就近住所的接受訓練

每月某星期六下午或其他訓練時間

## 出席率
少年團團員的出席率，每年須達70小時或所屬組別的總訓練時數70%，以符合醫療輔助隊的效率要求。

## 津貼
醫療輔助隊少年團團員不獲發薪津。惟出席訓練連續8小時或以上，可以獲發口糧津貼；出席訓練連續4小時，口糧津貼減半。部分活動或課程以自我增值形式舉辦，並無津貼。

## 晉升機會
表現優異的團員可獲升為
| 中文名稱     | 英文名稱            | 肩章   | 縮寫 |
| ------------ | ------------------- | ------ | ---- |
| 高級少年領袖 | Senior Cadet Leader | 三柴半 | SCL  |
| 少年領袖     | Cadet Leader        | 三柴   | CL   |
| 副少年領袖   | Deputy Cadet Leader | 二柴   | DCL  |
| 高級團員     | Senior Cadet        | 一柴   | SC   |

## 參加資格
- 年滿12歲但不足16歲青少年；
- 持有香港特別行政區身份證；
- 能操流利粵語及閱讀中文；
- 獲家長或監護人書面同意；
- 填妥及交回入隊申請書，以便醫療輔助隊作出甄選。

## 入隊手續
如有意加入醫療輔助隊少年團，可以將填妥的申請書，寄交九龍何文田公主道八十一號醫療輔助隊總部。醫療輔助隊在收到申請書後，會以書面形式與申請人聯絡，並安排下開事宜：
- 面試
- 體格檢驗（辦公時間內進行）

## 費用
加入醫療輔助隊少年團無須繳交任何費用，醫療輔助隊將為各團員提供所需制服及裝備。

## 少年團員轉化計劃
為了令少年團團員能夠學以致用，本隊亦推出「少年團員轉化計劃 Cadets Conversion Programme」（簡稱CCP）。年滿16歲的團員會獲安排參與特定課程及考試，考試合格後將再獲安排進行成人隊員入隊登記、遴選面試及體格檢驗。如符合入隊要求，團員便能轉為成人隊員，繼續運用學到的健康及醫療知識服務社會。 

## 外部連結
- 香港特別行政區政府 醫療輔助隊少年團 （页面存档备份，存于）
- 醫療輔助隊(非官方)討論區
- 醫療輔助隊少年團宣傳影片 （页面存档备份，存于）